# Front uni pour le changement démocratique
Pour les articles homonymes, voir FUC.
Le Front uni pour le changement démocratique (ou FUC) est une alliance tchadienne, fondée les 26 et 28 décembre 2005 à Moudeïna (en) dans le département de Kimiti à l'est du Tchad.
Cette coalition de 8 groupes rebelles a été soutenue voire suscitée par le gouvernement dans le but d'unifier tous les groupes d'opposition armés tchadiens opposés au président Idriss Déby et de les placer sous la direction de leur protégé, Mahamat Nour Abdelkarim.
À son apogée en avril 2006, le FUC comptait entre 6 000 et 7 000 hommes.
Après l'échec devant N'Djaména en avril 2006, la coalition commence à se décomposer.
En mars 2007, le noyau du FUC constitué de Tama, comme leur chef Nour, se rallie au gouvernement tchadien et devient une milice opérant dans le Dar Tama. Cependant, plusieurs centaines de combattants repartiront dans la rébellion, rejoignant l'Union des forces pour le changement et la démocratie (UFCD) fondée en 2008.

## Implications au Darfour
Ils se seraient battus contre les rebelles locaux du Darfour, aux côtés de l’armée soudanaise. 